# Копетон
Копето́н (Myiarchus) — рід горобцеподібних птахів родини тиранових (Tyrannidae). Представники цього роду мешкають в Америці.

## Опис
Копетони — порівняно великі представники тиранових, середня довжина їх тіла становить 15-24 см, вага 11,5-52,5 г. Більшість копетонів (за винятком рудого копетона) мають схоже забарвлення. Верхня частина тіла у них оливково-коричнева, горло і груди сіруваті, живіт жовтуватий.
Копетони мешкають в Північній і Південній Америці, на Галапагоських островах та на Карибах. Харчуються комахами, яких ловлять в польоті. Гніздяться в дуплах.

## Таксономія і систематика
Молекулярно-генетичне дослідження показало, що рід є монофітітичним, хоча рудий копетон і галапагоський копетон морфологічно відрізняються від інших представників роду. Всередині роду виділяють дві клади. До першої входять південноамериканські птахи, за винятком блідого копетона, а також ямайський копетон. До другої клади входять види, поширені в Центральній та Північній Америці, на Карибах, а також блідий копетон.
Молекулярно-генетичне дослідження, проведене Телло та іншими в 2009 році дозволило дослідникам краще зрозуміти філогенію родини тиранових. Згідно із запропонованою ними класифікацією, рід Копетон (Myiarchus) належить до родини тиранових (Tyrannidae), підродини Тиранних (Tyranninae) і триби Копетонових (Myiarchini). До цієї триби систематики відносять також роди Іржавець (Casiornis), Тиран-свистун (Sirystes) і Планідера (Rhytipterna).

### Види
Виділяють двадцять два види:
- Копетон рудий, (Myiarchus semirufus)
- Копетон юкатанський, (Myiarchus yucatanensis)
- Копетон ямайський, (Myiarchus barbirostris)
- Копетон темноголовий, (Myiarchus tuberculifer)
- Копетон неотропічний, (Myiarchus swainsoni)
- Копетон венесуельський, (Myiarchus venezuelensis)
- Копетон панамський, (Myiarchus panamensis)
- Копетон чорнодзьобий, (Myiarchus ferox)
- Копетон андійський, (Myiarchus cephalotes)
- Копетон еквадорський, (Myiarchus phaeocephalus)
- Копетон колумбійський, (Myiarchus apicalis)
- Копетон світлочеревий, (Myiarchus cinerascens)
- Копетон світлогорлий, (Myiarchus nuttingi)
- Копетон чубатий, (Myiarchus crinitus)
- Копетон блідий, (Myiarchus tyrannulus)
- Копетон гренадський, (Myiarchus nugator)
- Копетон галапагоський, (Myiarchus magnirostris)
- Копетон рудохвостий, (Myiarchus validus)
- Копетон кубинський, (Myiarchus sagrae)
- Копетон острівний, (Myiarchus stolidus)
- Копетон рудокрилий, (Myiarchus oberi)
- Копетон антильський, (Myiarchus antillarum)

## Етимологія
Наукова назва роду Myiarchus походить від сполучення слів дав.-гр. μυια — муха і αρχος — пан.